# Öreströmstjärnen
Öreströmstjärnen är en sjö i Bjurholms kommun i Ångermanland och ingår i Öreälvens huvudavrinningsområde. Sjön har en area på 0,0211 kvadratkilometer och ligger 231,9 meter över havet. Öreströmstjärnen ligger i Öreälven Natura 2000-område. Sjön avvattnas av vattendraget Oxögbäcken.

## Delavrinningsområde
Öreströmstjärnen ingår i det delavrinningsområde (710442-165732) som SMHI kallar för Mynnar i Bävermyrbäcken. Medelhöjden är 276 meter över havet och ytan är 14,3 kvadratkilometer. Det finns inga avrinningsområden uppströms utan avrinningsområdet är högsta punkten. Oxögbäcken som avvattnar avrinningsområdet har biflödesordning 4, vilket innebär att vattnet flödar genom totalt 4 vattendrag innan det når havet efter 92 kilometer. Avrinningsområdet består mestadels av skog (84 procent). Avrinningsområdet har 0,02 kvadratkilometer vattenytor vilket ger det en sjöprocent på 0,1 procent.